# Adesmia (жуки)
Adesmia (лат.) — род жесткокрылых семейства чернотелок, подсемейства Pimeliinae и трибы Adesmiini.

## Описание
Лапки очень длинные. Задние бёдра своими вершинами заходят за вершину брюшка. Задние тазики почти округлые, очень широко расставленные: ширина отростка первого видимого сегмента брюшка между задними тазиками заметно больше ширины тазика. Эпимеры среднегруди узкие, удлинённые.

## Виды
Некоторые виды рода:
- Adesmia fougieri Koch, 1937
- Adesmia montana (Klug, 1830)
- Adesmia monilis (Klug, 1830)
- Adesmia sculptilis Reitter, 1916

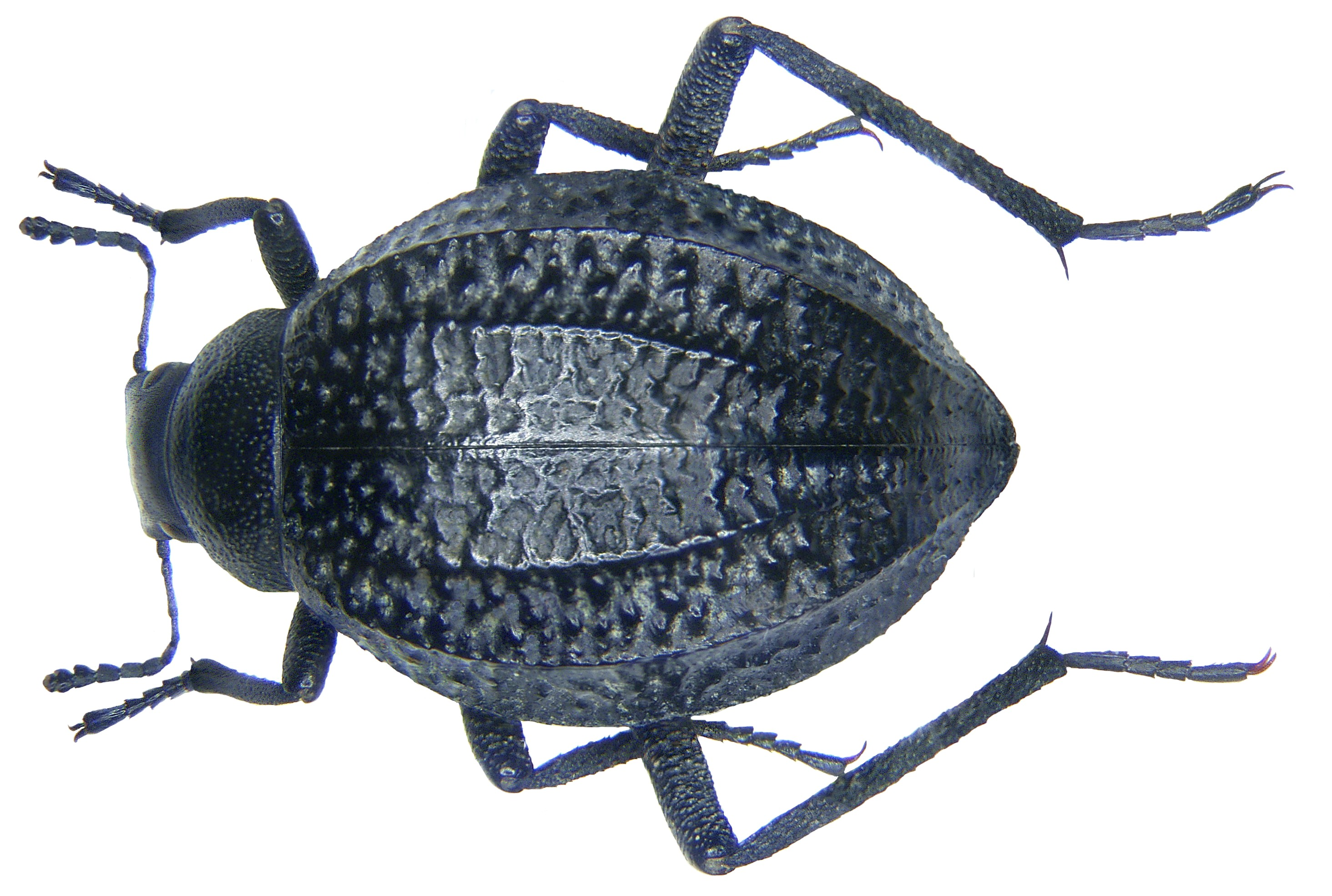
Adesmia dilatata getula
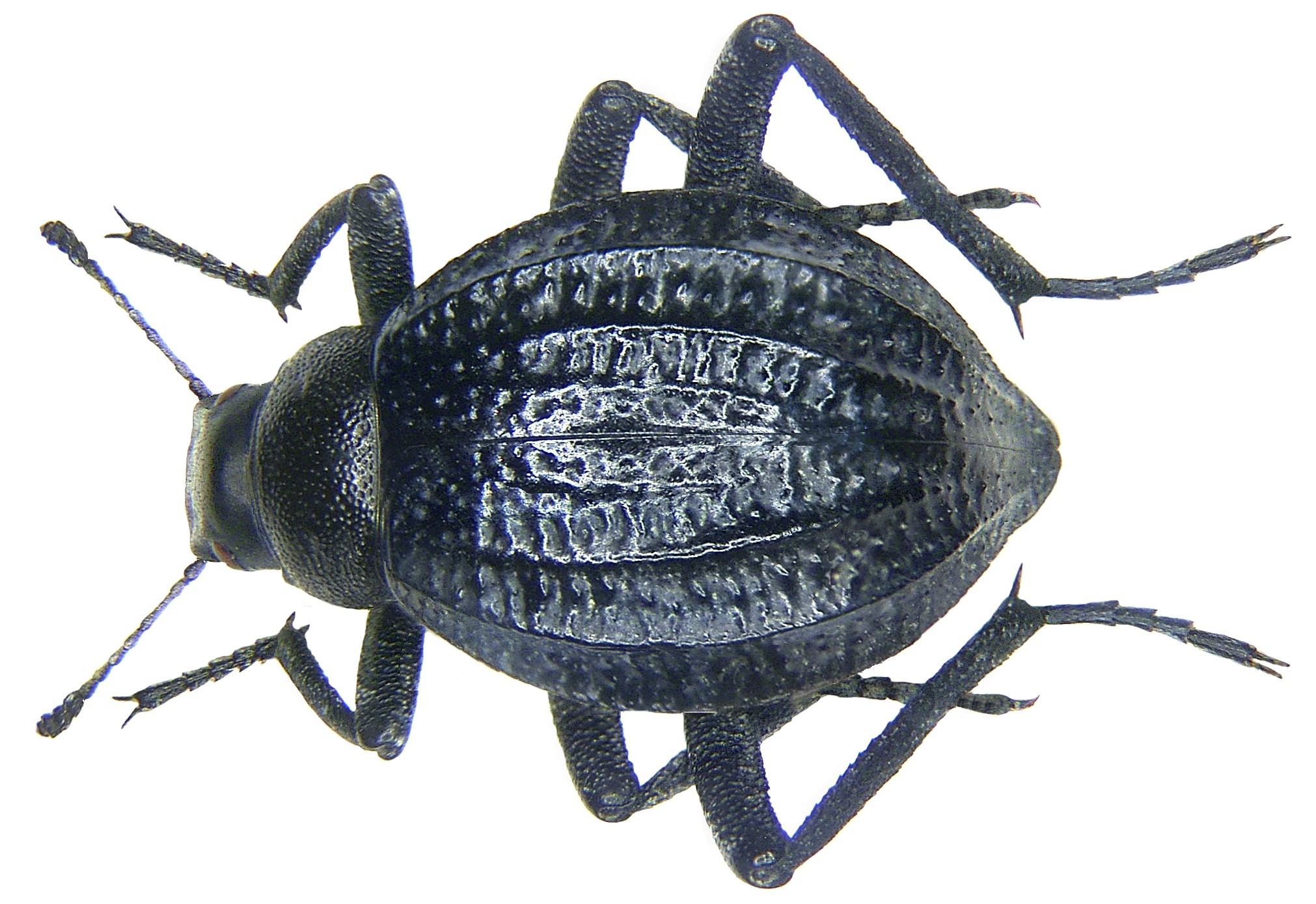
Adesmia dilatata douei